# Теракотова армія
Теракотова армія (кит.: 兵馬俑) — археологічна пам'ятка стародавнього Китаю, близько 8 тис. теракотових скульптур, розташованих у провінції Шеньсі в гробниці першого імператора об'єднаного Китаю, Цінь Ши-хуанді. Створена у 210—209 роках до н. е., знайдена в 1974 році. Належить до переліку всесвітнього надбання ЮНЕСКО.

## Розташування та склад
Теракотова армія розташована на території колишнього некрополя загальною площею 98 км2. Некрополь побудований як модель імператорського палацу. Центральним у ньому є пірамідальний земляний курган, розміщений біля підніжжя гори Лі, і оточений двома прямокутними землебитними валами з проходом, що первісно були заввишки 7,5-9 м. Висота кургану складає 54,8 м, але спочатку він був вищий — 115 м. Некрополь складається з групи споруд, таких як стайні та жертовники, розміщених навколо кургану, а також імператорського парку. Навколо некрополя містяться поховання майстрів, померлих при будівництві, залучених до нього злочинців, придворних, а також останки жертовних тварин. Частину придворних було вбито — ймовірно, це були наложниці імператора, вбиті його наступником Ер Шихуанді.
Теракотова армія була закопана на схід від кургану, за 1,2 км від зовнішнього валу некрополя. Зображення воїнів виготовлені натурального розміру, переважно від 175 см до 200 см заввишки. Офіцери зазвичай вищі. Вони різняться за зростом, формою та зачіскою відповідно до чину. Обличчя у всіх унікальні. Імовірно, призначенням цієї армії було захистити імператора від недоброзичливих духів, які чекали його в потойбічному світі, або супроводжувати там його правління.
Поховальна камера № 1 має 362 м в найдовшому місці і ширину 62 м. У ній 11 коридорів, завширшки понад 3 м, вимощених дрібною цеглою. Накриті дерев'яною стелею, що підтримується великими балками та стовпами. Цей дизайн також використовувався для гробниць дворян і при побудові нагадував коридори палацу. Дерев'яні стелі були покриті очеретяними матами та шарами глини для гідроізоляції, а потім засипані 2-3 м ґрунту. Тут міститься 6000 воїнів (для огляду виставлено 2000) та коні, всі обернені на схід і зображені готовими до бою. За авангардом із трьох рядів стрільців (як арбалетних, так і лучників) слідує основна маса солдатів, які тримали списи, мечі, сокири та іншу зброю. Оскільки ручки зброї були дерев'яні, вони здебільшого зігнили. Піхоту супроводжують 140 колісниць, хоча вони, зроблені з дерева, розпалися. За 20 метрів на захід від могили імператора виявлено дві бронзові колісниці.
Поховальна камера № 2 складає 124 на 28 м, має Г-подібну форму. Розділена на 4 частини, поєднані дверима. Містить скульптури близько 1400 воїнів, зокрема 89 на колісницях, а також лучників, вершників, офіцерів середнього рангу та генералів. Тут наявні лучники, що стоять на одному коліні, відсутні в камері № 1. Рівень деталізації надзвичайно високий: вираз обличчя, зачіски, обладунки та навіть підошви на взутті унікальні для кожної скульптури.
Поховальна камера № 3 складає 28,8 м на 24,7 м. Тут містяться скульптури 72-х воїнів, 68 піших і 4 на колісниці, запряженій 4-ма кіньми; вважається, що це штаб армії через кількість високопоставлених офіцерів.

## Історія

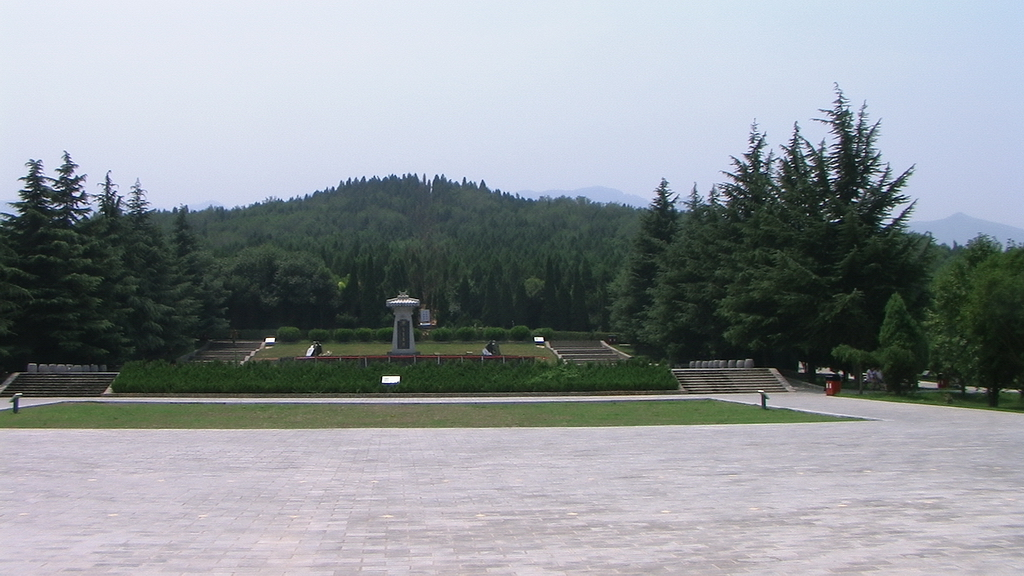
Курган Цінь Ши-Хуанді

Будівництво гробниці описував історик I ст. до н. е. Сима Цянь у «Нотатках великого історика» через століття після її створення. Робота над гробницею розпочалася незадовго після сходження царя на трон царства Цінь у віці 13-и років, в 246 р. до н. е. До будівництва було залучено 700 000 робітників. Згідно з Сима Цянем, правителя поховали разом з цілими палацами, вежами, реліквіями, творами мистецтва, а також чиновниками. В гробниці містилася модель його володінь зі 100 річками із ртуті та відтвореним рельєфом, а стелю прикрашали зображення небесних світил. Географ Лі Даоюань через шість століть після смерті Ши-хуанді писав у творі «Шуй Цзин Чжу», що гора Лі (Лішан) була улюбленим місцем імператора завдяки покладам нефриту й золота. Тому імператор бажав, аби його поховали саме там. Помер правитель у віці 49 років, імовірно від отруєння ртуттю. Проте, давні історики не згадували теракотової армії.
Пізніші історичні записи дозволили припускати, що поховальний комплекс і могилу пограбував Сян Ю, претендент на престол після смерті першого імператора. Однак були й вказівки на те, що сама могила, можливо, не була розграбована.
Теракотову армію було знайдено 29 березня 1974 року групою фермерів — Ян Жіфа з його п'ятьма братами та сусідом Ван Пучжі копали колодязь приблизно за 1,5 кілометрах на схід від могильного кургану імператора Цінь на горі Лі. Це був регіон, пронизаний підземними потоками води й багатий на джерела. Протягом XVIII—XIX ст. у звітах земельних робіт згадувались знайдені навколо фрагменти теракотових скульптур, черепиця, цегла та шматки кладки. Відкриття фермерів спонукало китайських археологів, в тому числі Чжао Каньміна, провести детальне дослідження. В результаті вони виявили найбільшу з усіх коли-небудь знайдених колекцій керамічних скульптур. У ґрунті імовірного могильного насипу було виявлено високий рівень ртуті, що підтвердило слова Сима Цяня. Над місцем розкопок побудовано музейний комплекс, найбільший розкоп накрито дахом.

## Технологія створення

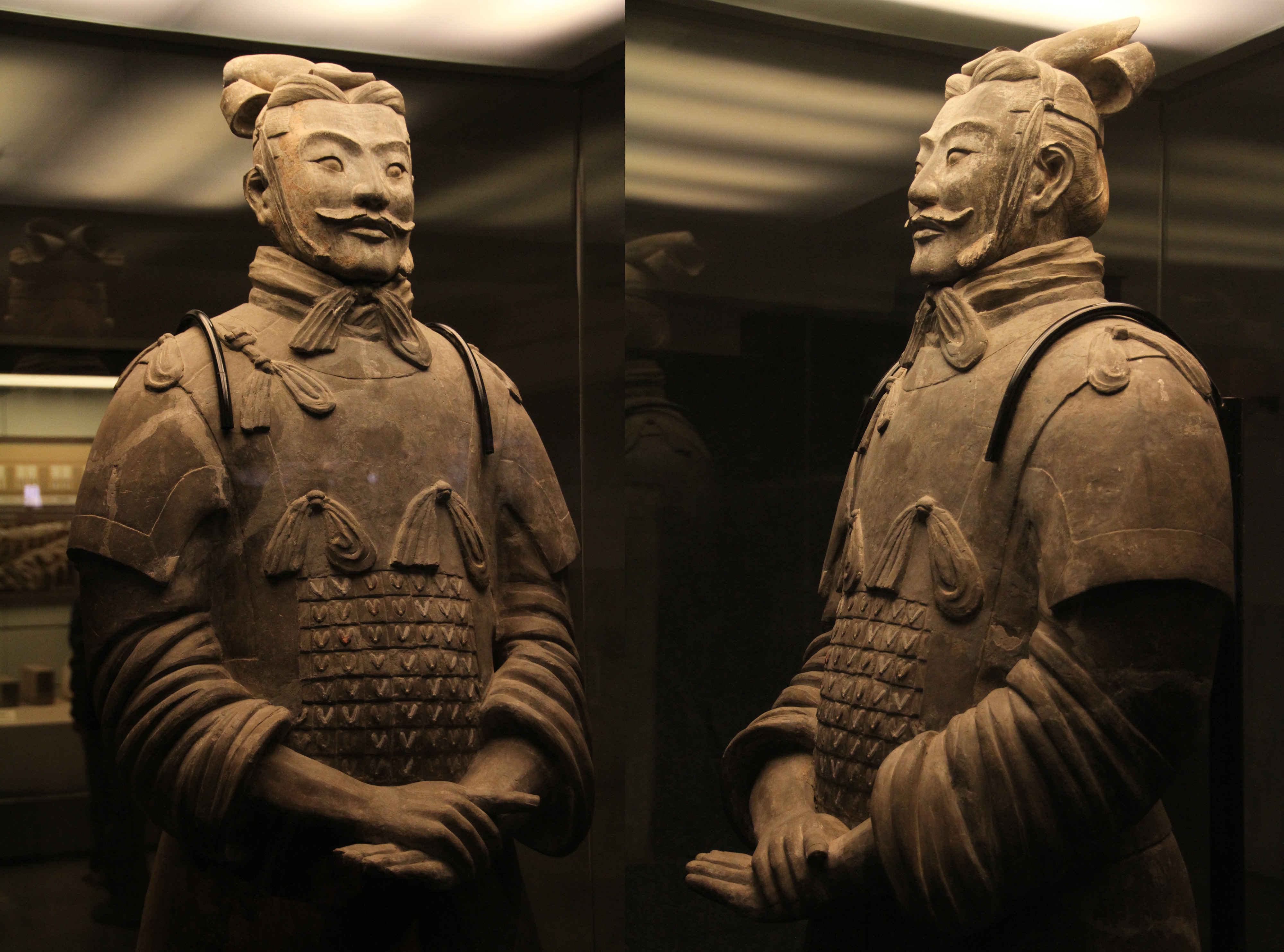
Теракотовий воїн зблизька

Скульптури для теракотової армії виготовлялись у майстернях найманими урядом робітниками та місцевими майстрами з використанням місцевих матеріалів. Голови, руки, ноги та тулуби створювались окремо, а потім збиралися воєдино. Голови складалися з двох частин, вуха додавалися окремо. По завершенні теракотові скульптури були поміщені в ями у точному військовому формуванні відповідно до звань та обов'язків.
Обличчя теракотових воїнів створювалися за декількома попередніми формами. Потім вони доліплювалися глиною, щоби надати індивідуальних рис кожній скульптурі. Спочатку фігури були розмальовані, для чого використовувалися фарби з випалених кісток (біла), пігментів оксиду заліза (темно-червона), кіноварі (червона), малахіту (зелена), азуриту (синя), деревного вугілля (чорна), кіновар-барієвого силікату міді (фіолетова) та імовірно соку китайського лакового дерева (коричнева). Крім того використовувалися рожевий, бузковий і один невідомий колір.

## Дослідження

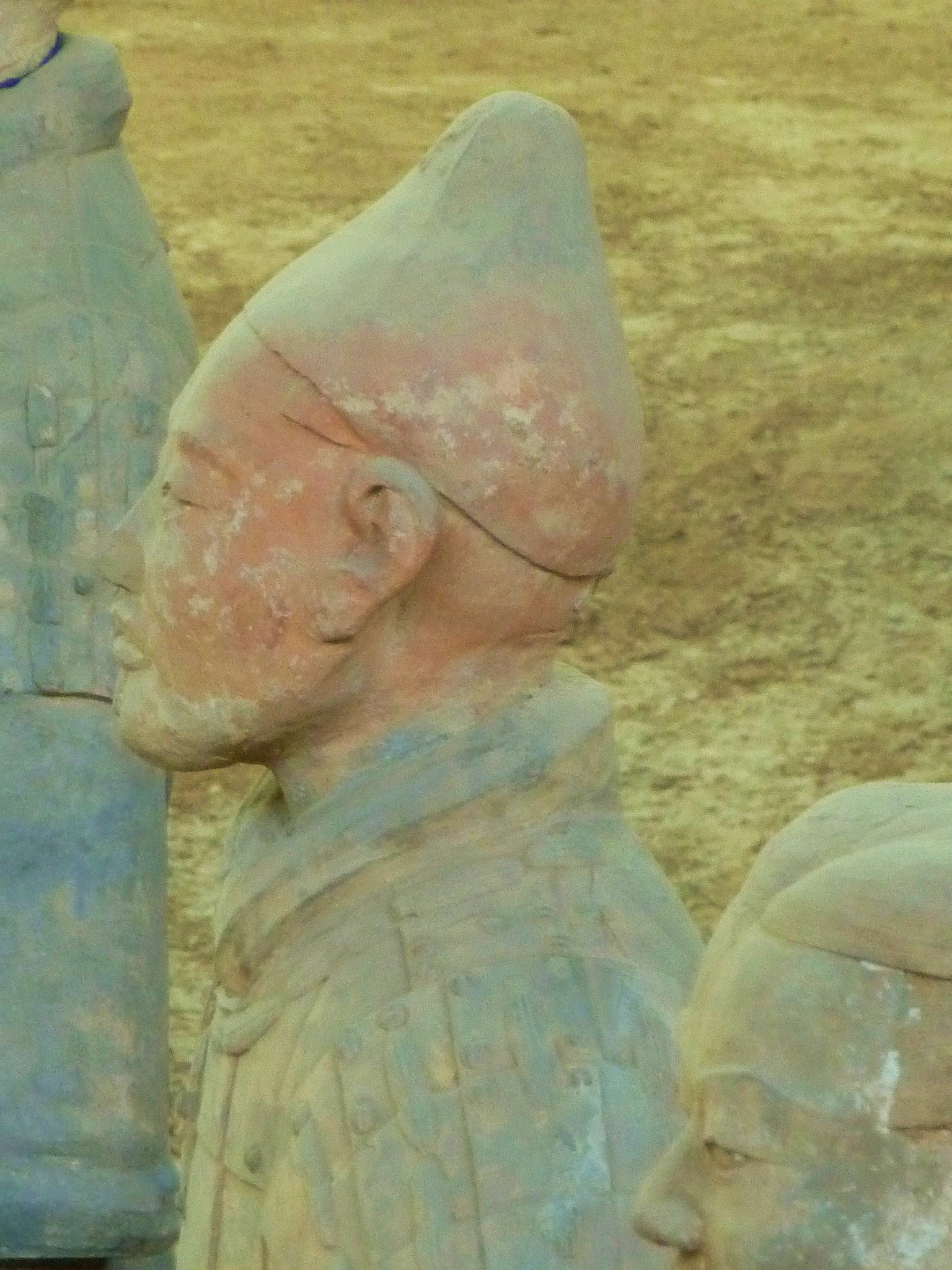
Залишки фарби на скульптурі

Перша велика розкопка поховання тривала з червня 1974 по березень 1975 року та охопила 965 м2. Друга — з жовтня 1975 по січень 1976, охопила 452 м2. В її ході було виявлено поховальну камеру № 2. Третя, найважливіша, відбувалася з травня 1978 по березень 1981, охопила 2 км2. Під час неї було знайдено поховальну камеру № 3. Через проникнення в камери ґрунтових вод опори коридорів обвалилися і скульптури засипало землею. Через це скульптури потребували реставрації, для загалу перші з них було представлено тільки через 5 років після знахідки.
Деякі дослідники припускають зв'язок теракотової армії з елліністичними скульптурами, адже до династії Цінь в китайському мистецтві не створювалося реалістичних скульптур. Такі зображення могли бути перейняті в якомусь із елліністичних царств, які постали в Азії після завоювань Александра Македонського.
Сліди шліфування та полірування, виявлені в 2014 році під скануючим електронним мікроскопом, свідчать про найдавніше промислове використання токарних верстатів для полірування.
Починаючи з 2006 року, міжнародна група дослідників Інституту археології UCL використовує методи аналітичної хімії, щоб розкрити більше деталей про виробничі методи, використовувані при створенні теракотової армії. Використовуючи рентгенівську флуоресцентну спектрометрію 40000 бронзових наконечників стріл, зібраних у групи по 100, дослідники в 2014 році встановили, що наконечники стріл виготовлялися одночасними партіями.

## Музейний комплекс

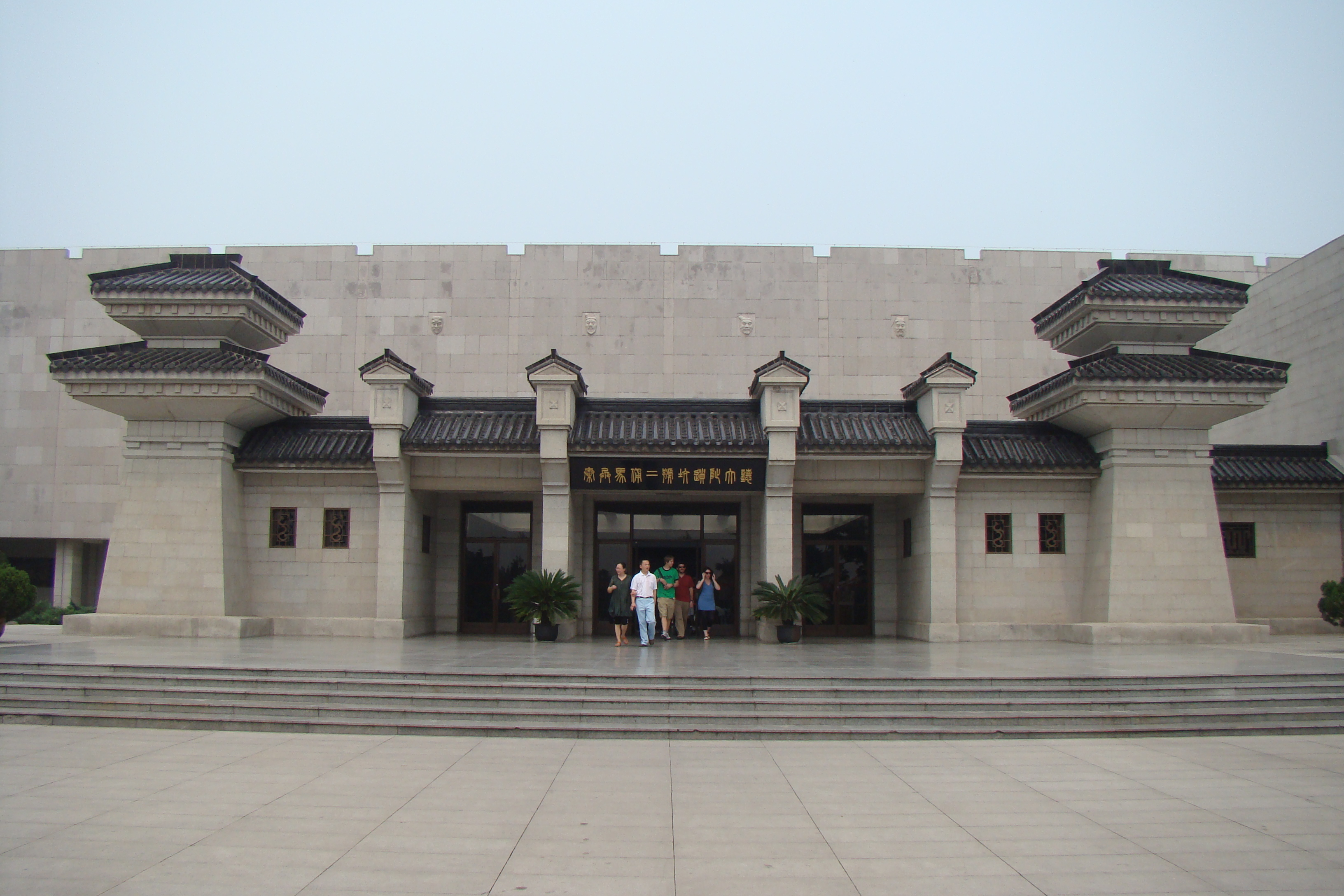
Вхід до музею теракотової армії

Перша виставка теракотових скульптур армії Ши-Хуанді відбулася 1 жовтня 1979 року, коли для огляду було відкрито поховальну камеру № 1. Камера № 3 відкрилася в 1989, а № 2 — в 1994. Пізніше, в 1999 та 2010, було збудовано приміщення, де виставлялися окремі скульптури та інші артефакти, які можна розглянути зблизька.
Перша виставка скульптур теракотової армії за межами Китаю відбулася в Національній галереї Вікторії в Мельбурні в 1982 році.
Частина скульптур виставляється в Лондоні, Ліверпулі, Парижі, Римі, Нью-Йорку, Філадельфії та Чикаго. В 2016 році до музею було зроблено монументальний вхід.

## Галерея

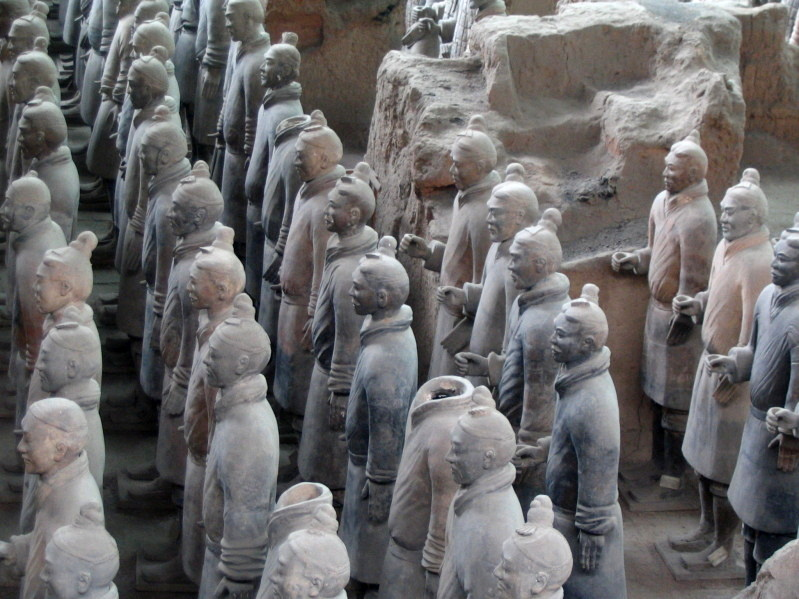
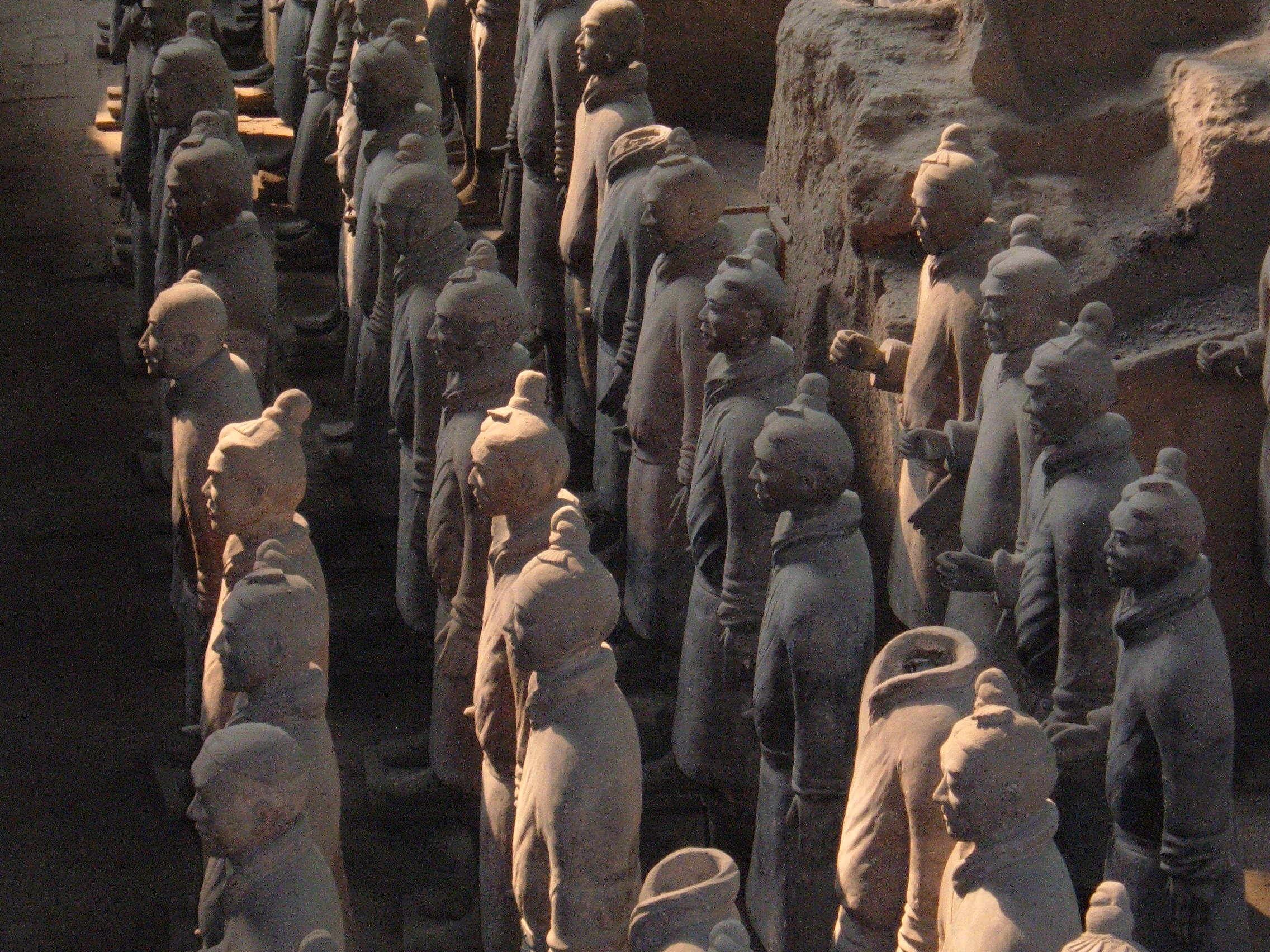
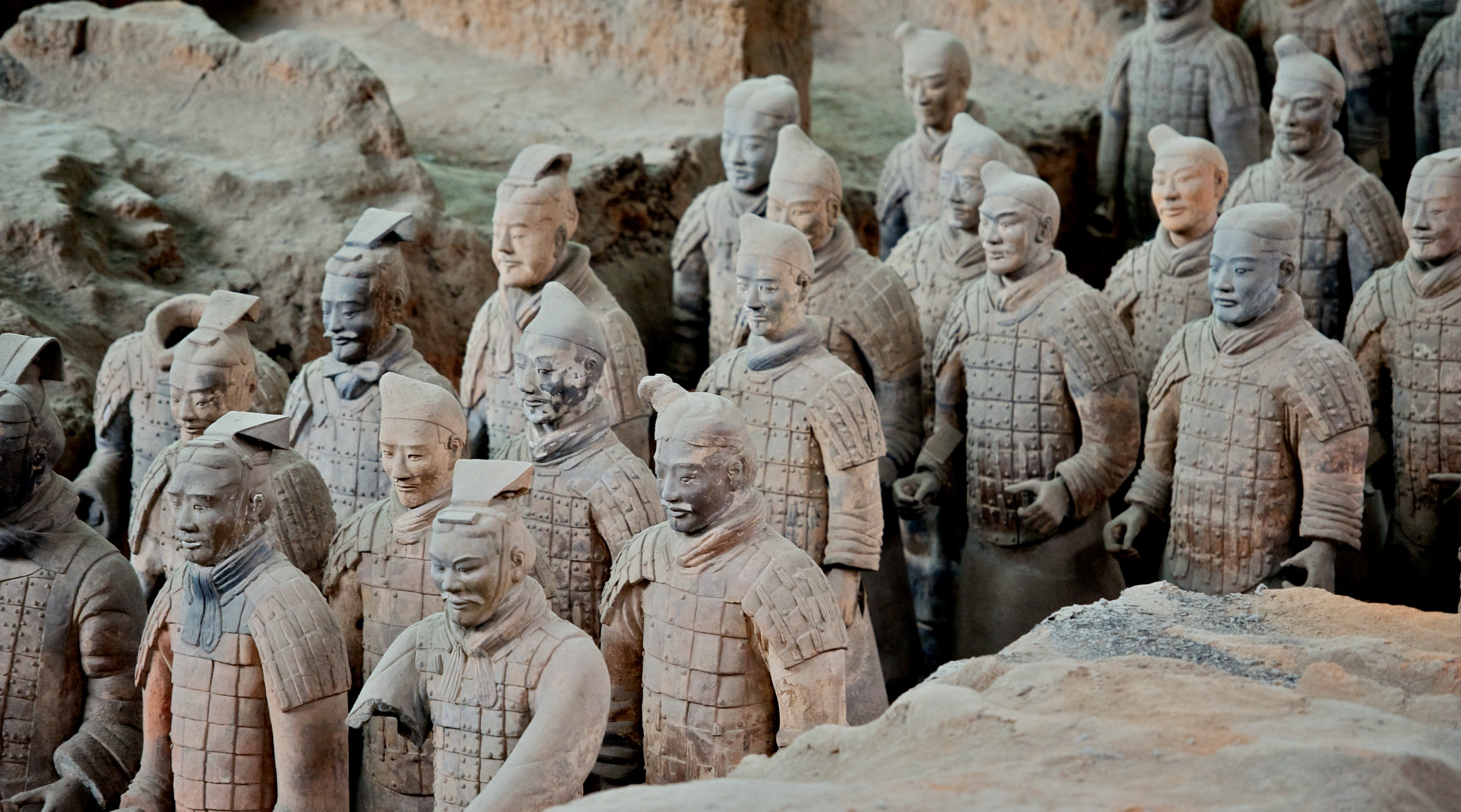
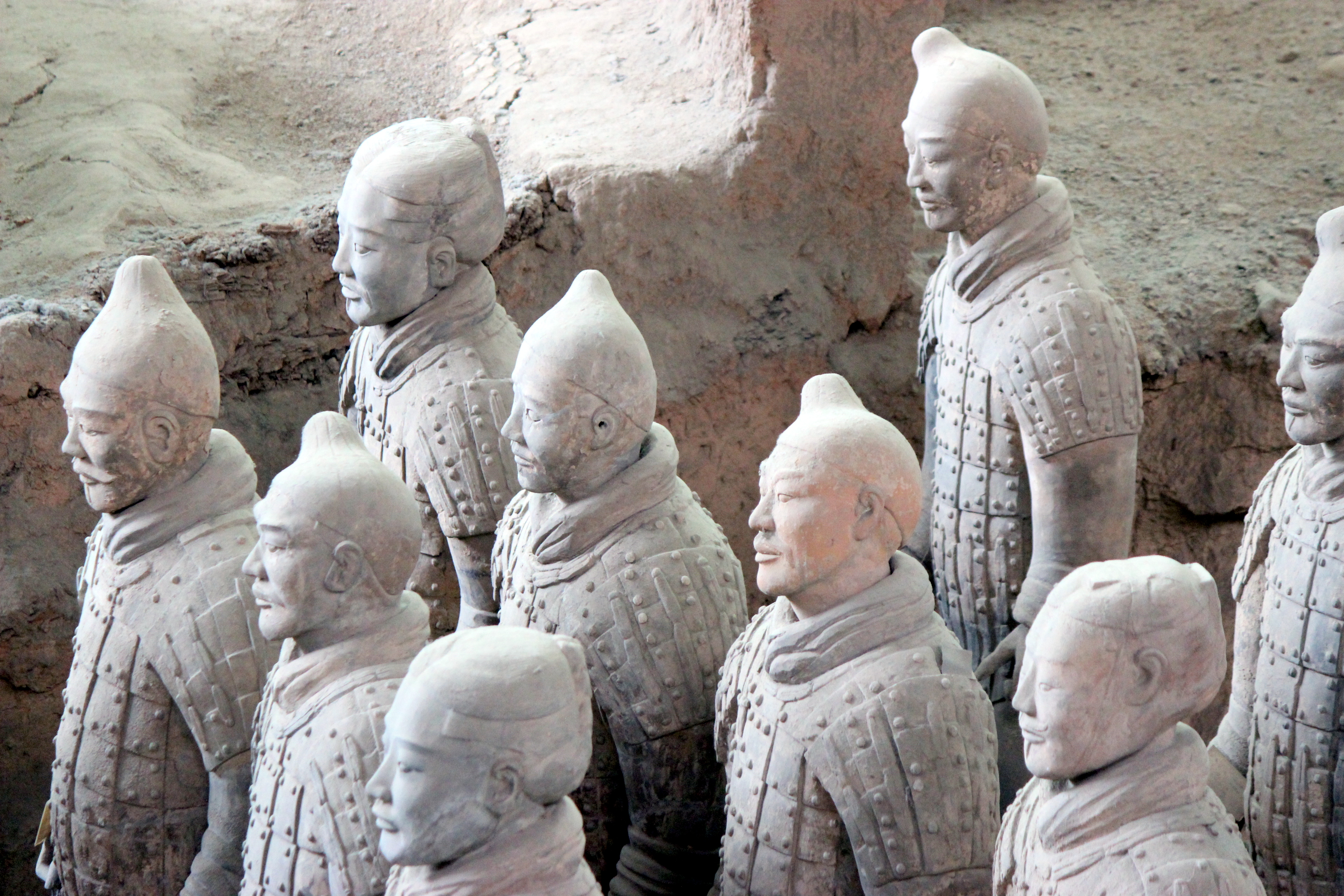
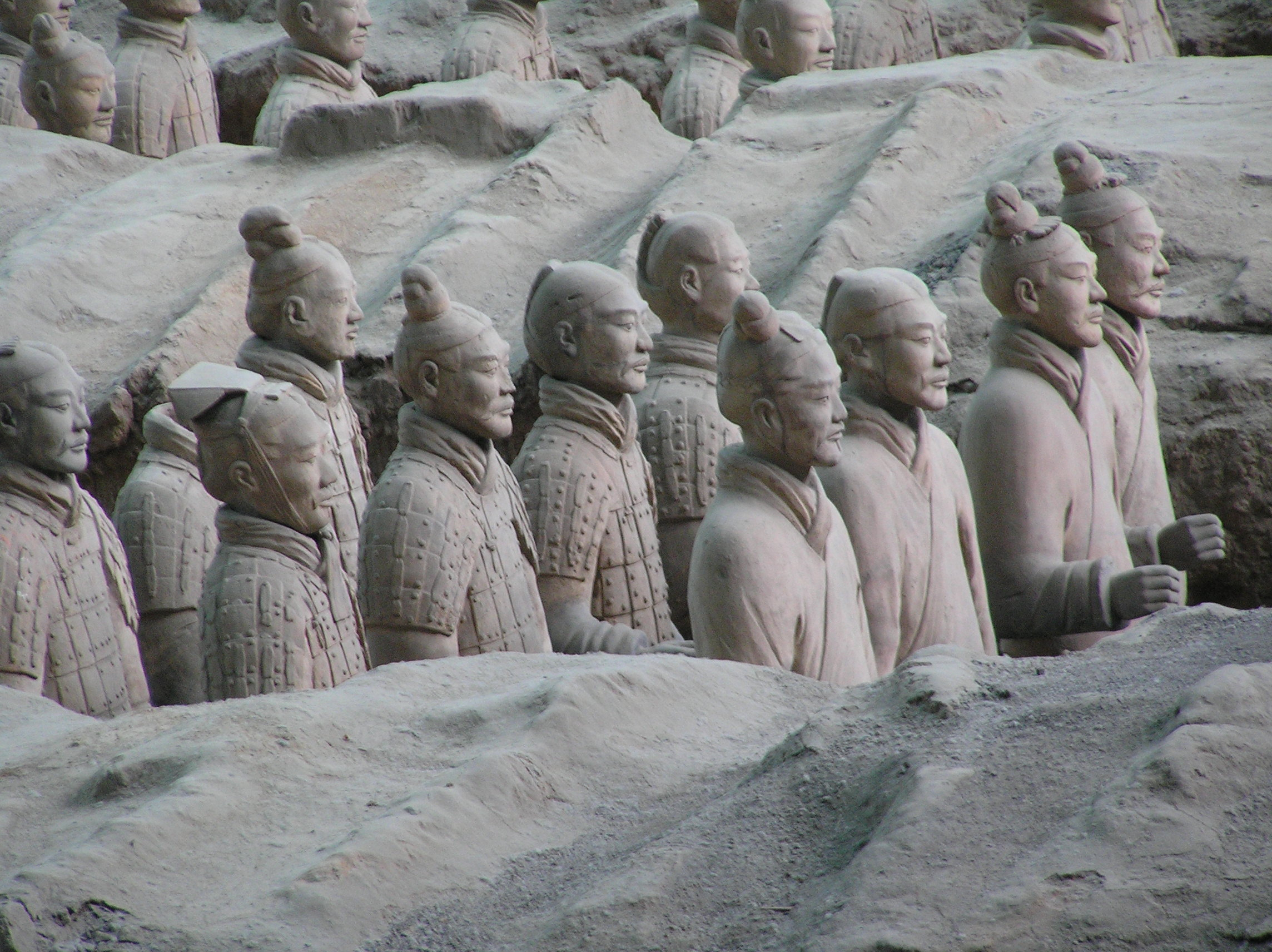
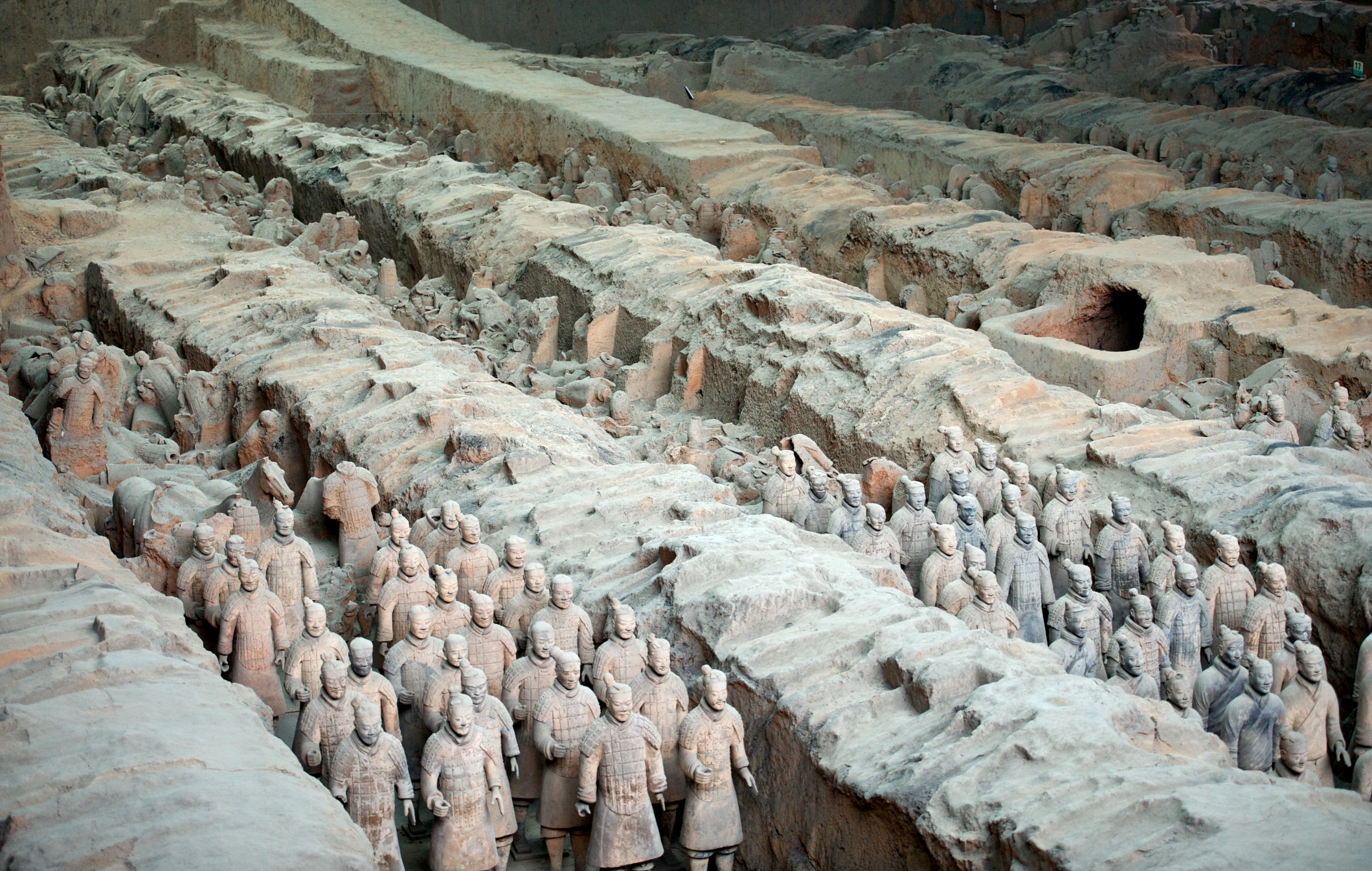
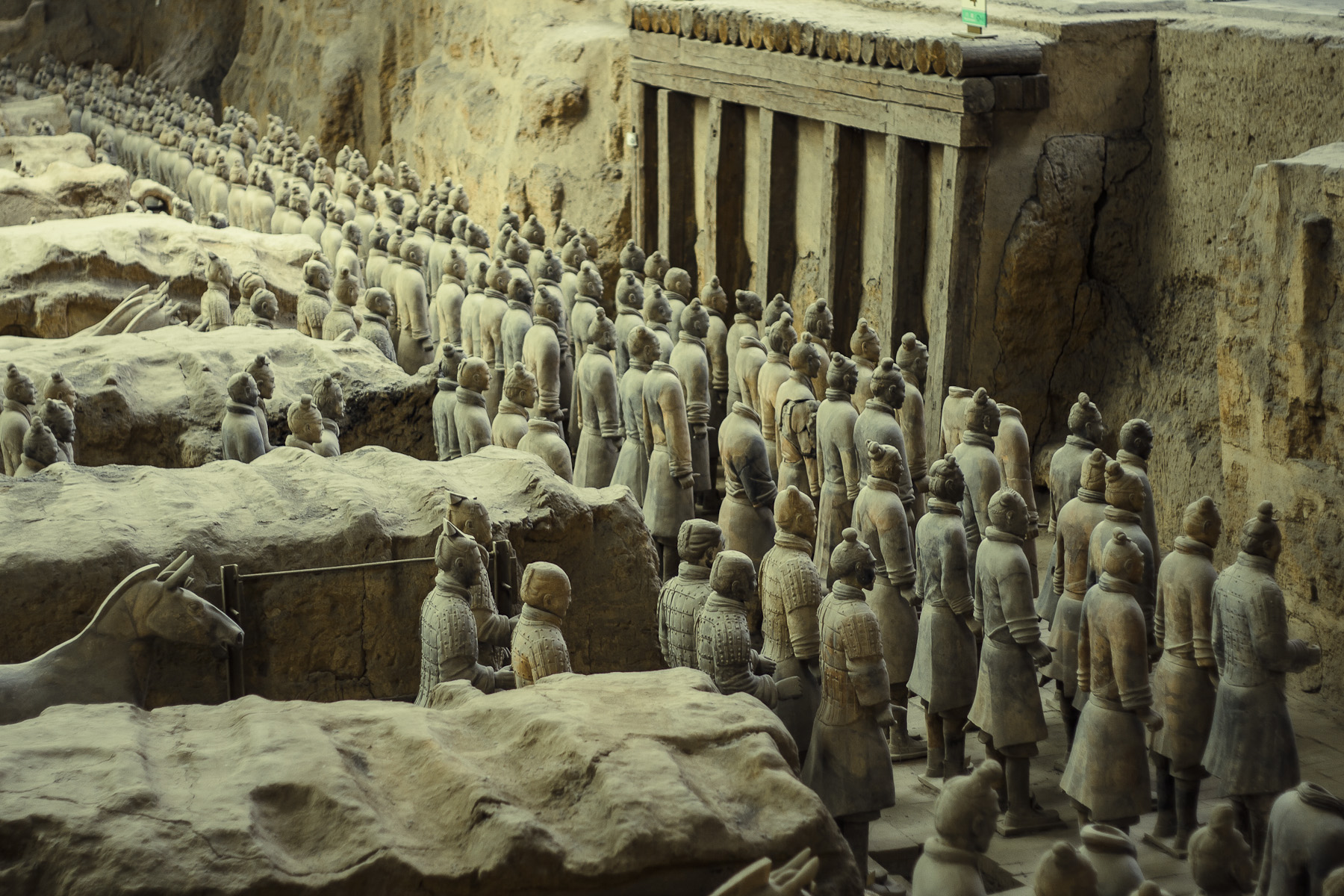
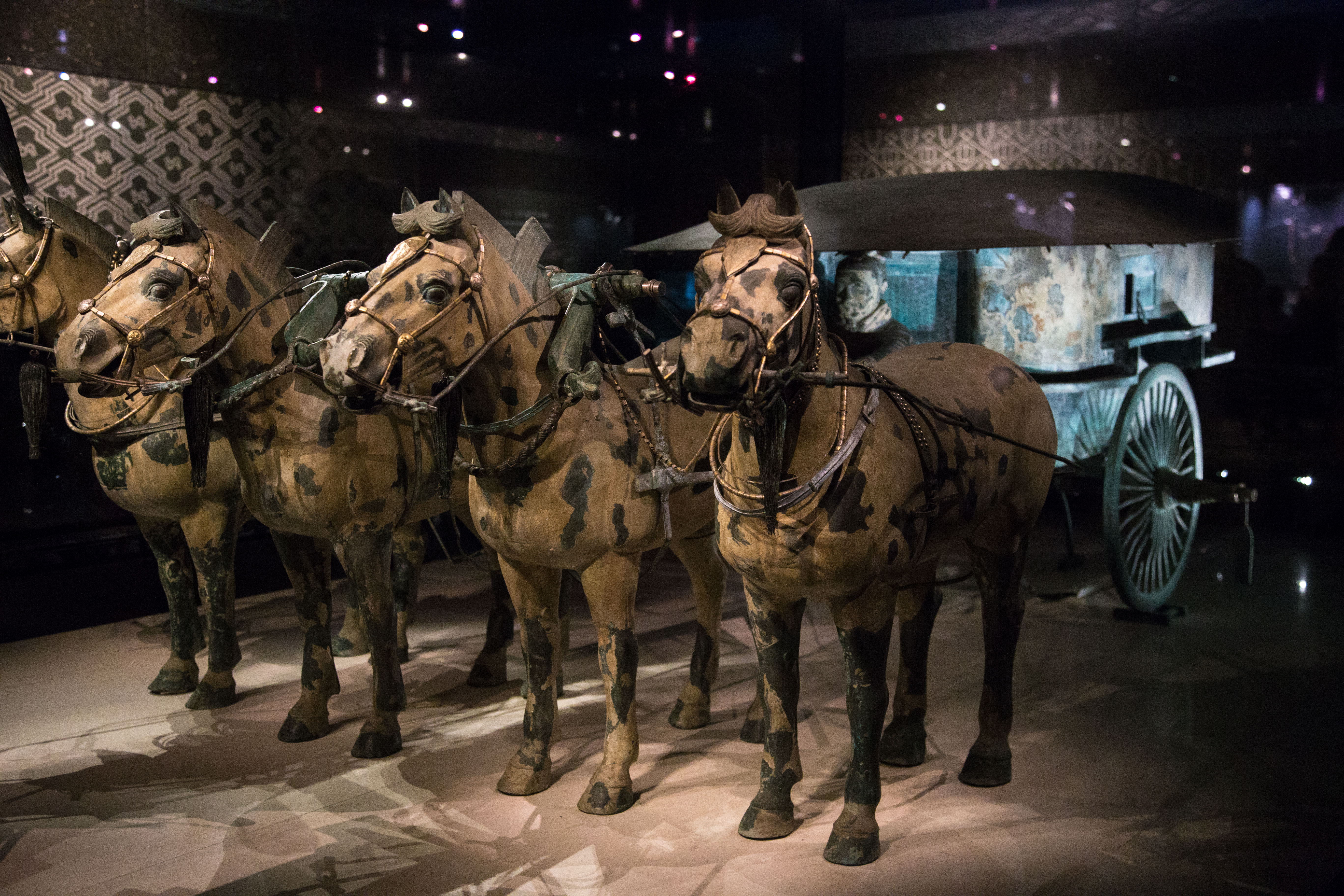
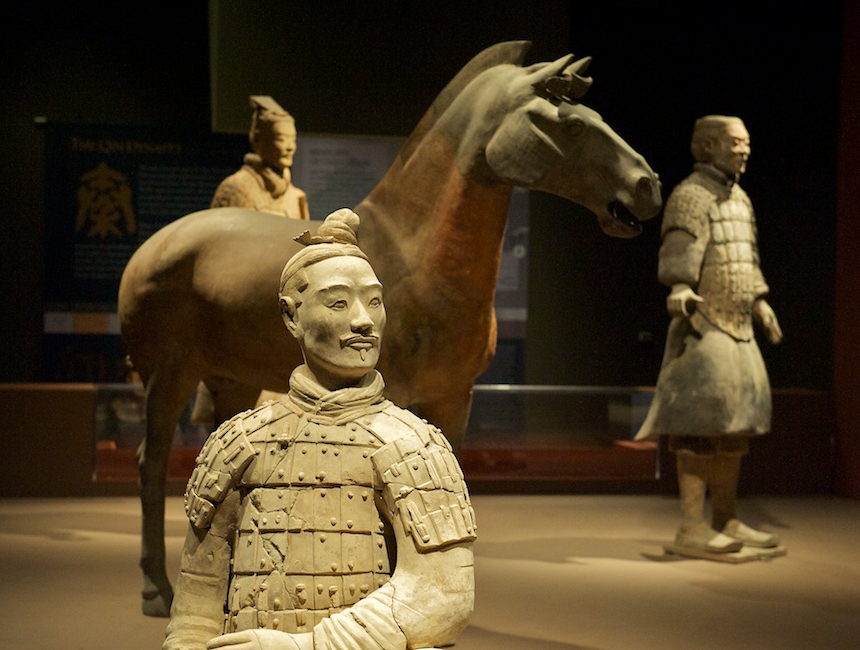
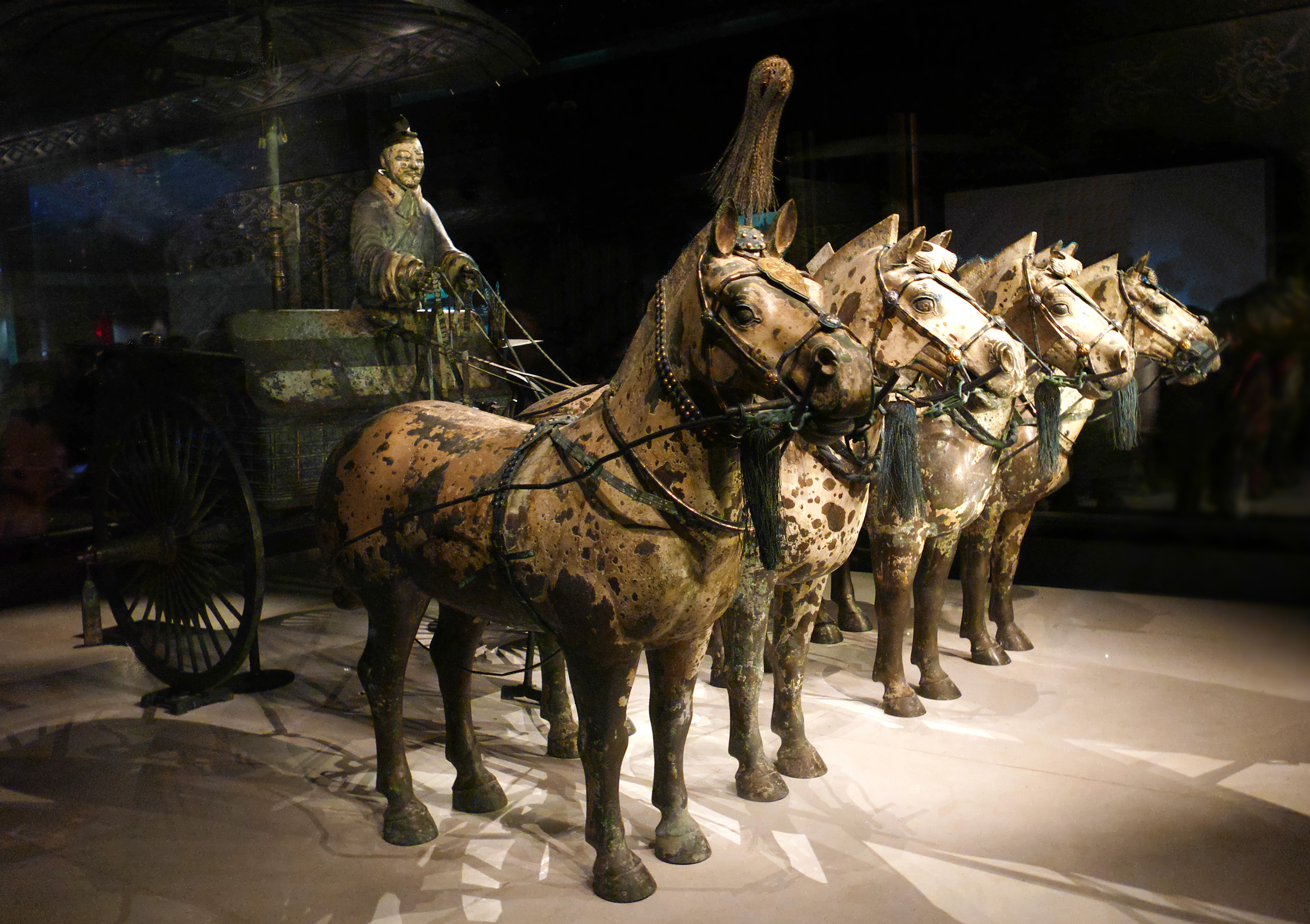
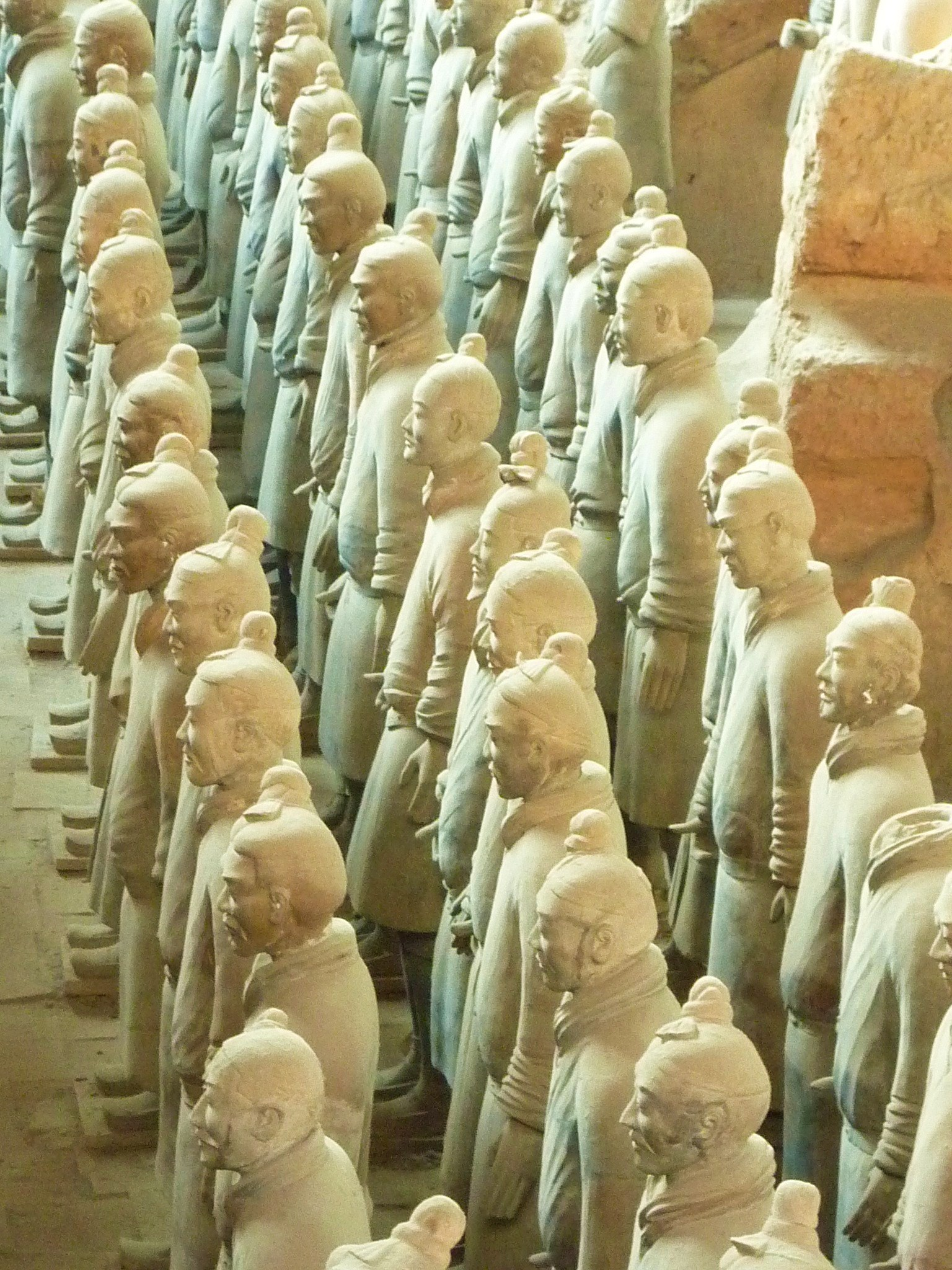
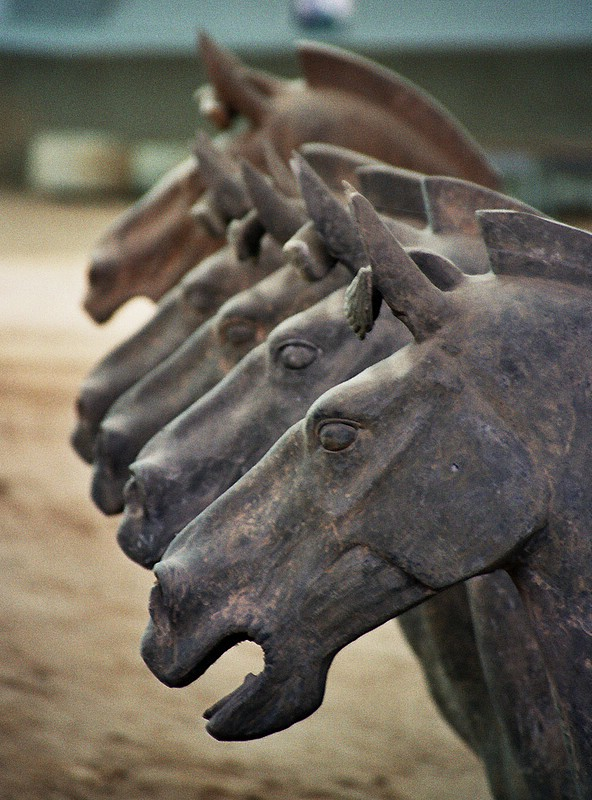